# Aramón Valdelinares
A estação de esqui de Aramon Valdelinares está situada no Sistema Ibérico, no município de Valdelinares; mais concretamente na comarca Gúdar-Javalambre da província de Teruel e a 70 km da capital da província.

## Descrição
Apesar do seu pequeno tamanho, esta estação de esqui situada a 2 000 metros de altitude é muito interessante para os aficionados de Aragão e a Comunidade Valenciana já que está situada ao sul de Teruel, na serra de Gúdar.